# Trio Töykeät
Trio Töykeät was een van de bekendste Finse jazz-groepen.
De groep werd in 1988 in Helsinki opgericht door pianist Iiro Rantala. De muziek varieerde van ragtime tot gevoelige walsen. De stijl van Trio Töykeät was vaak zeer ritmisch, energiek en virtuoos. De groep heeft talrijke Finse en internationale muziekprijzen gewonnen. In april 2008 maakte Iiro Rantala bekend dat de groep ermee ophield.

## Groepsleden
- Iiro Rantala (Sipoo,1970), pianist, studeerde aan de Sibeliusacademie in Helsinki met als zwaartepunt jazz. Daarnaast studeerde hij van 1991 tot 1993 aan de Manhattan School of Music. Hij speelt ook met symfonieorkesten en is actief als componist.
- Rami Eskelinen (1967), drummer en Eerik Siikasaari (1957), bassist, studeerden beiden aan het Oulunkylä Jazz Konservatorium en aan de Sibeliusacademie. Ze geven beiden les in Espoo en zijn actief in de Espoo Big Band.

## Discografie

### Albums
- Päivää (Sonet, 1990); internationale titel: G'day (Emarcy, 1993)
- Jazzlantis (Emarcy, 1995)
- Sisu (PolyGram Emarcy, 1998)
- Kudos (Universal Music Group, 2000)
- High Standards (EMI Blue Note, 2003)
- Wake (EMI Blue Note, 2005)
- One Night in Tampere (EMI Blue Note, 2007)

### Albums in samenwerking met anderen
- Klassikko
- Met Pekka Toivanen: She Didn't Like the Wallpaper (Love Records, 1994)
- Mit Ryhmäteatteri: Rappiolla (Rockadillo Records, 1997)
- Met Sinfonia Lahti en Jaakko en Pekka Kuusisto: Music! (BIS Records, 2002)